# Dirck Barendsz.

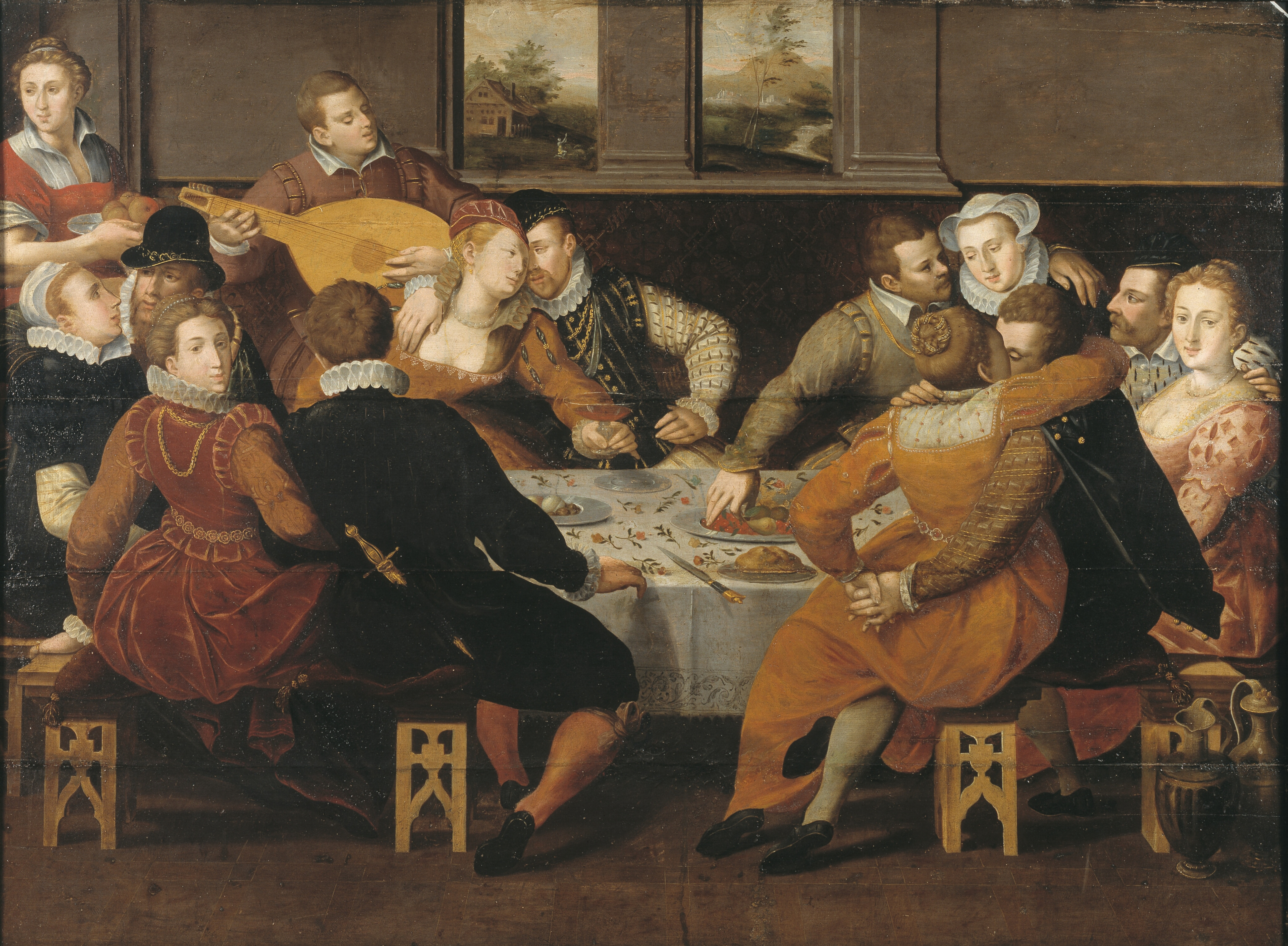
La humanidad pecadora sorprendida por el día del juicio, óleo sobre tabla, 122 x 166 cm, Copenhague, Statens Museum for Kunst.

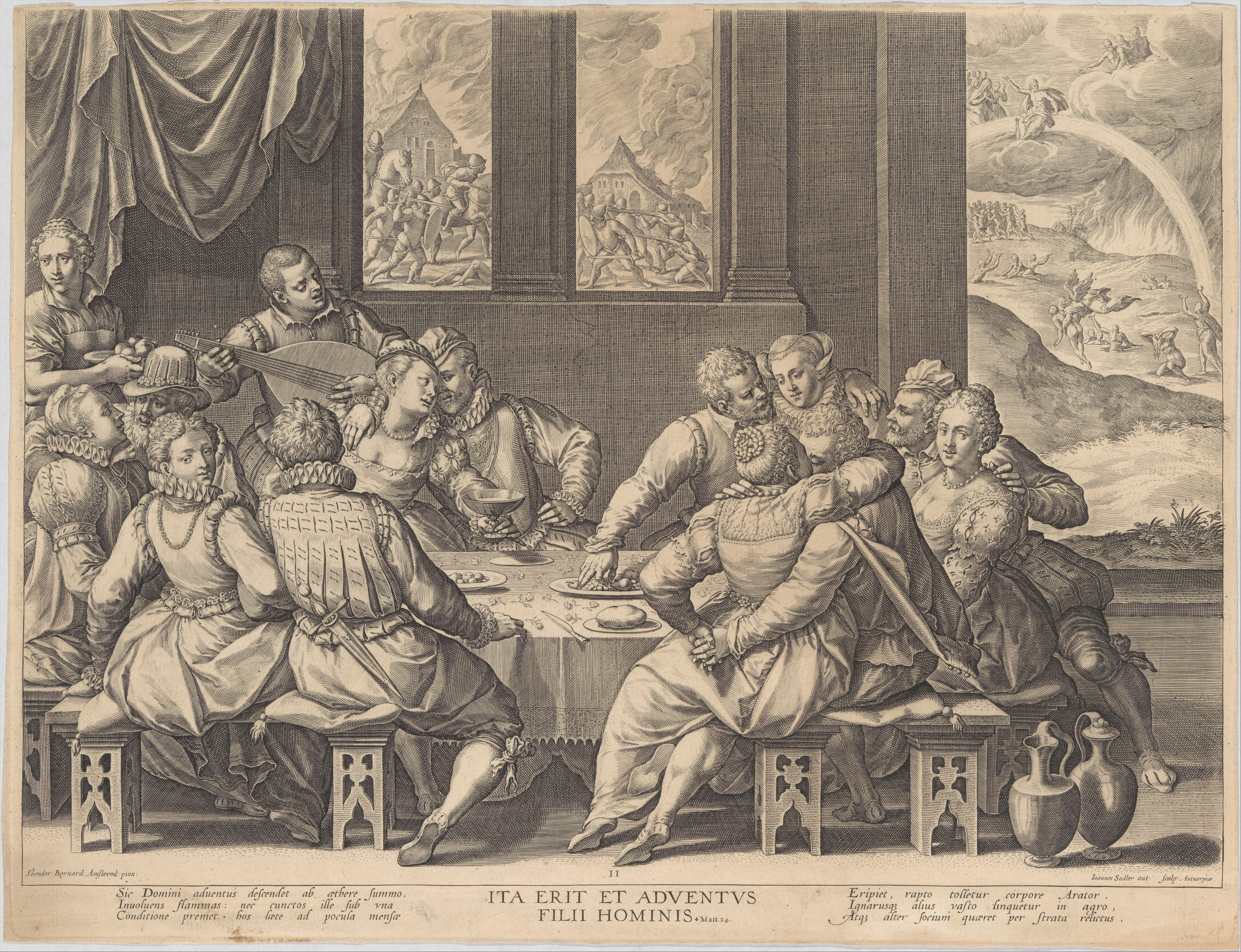
La humanidad esperando el juicio final, buril, firmado: «Theodor Bernar: Amsterod: pinx / Ioannes Sadler aut. scalp. Antuerpiae». Completando la pintura de Barendsz. una escena de guerra y destrucción vista a través de la ventana subraya el carácter pecador y olvidado de Dios de la humanidad antes del juicio, cuya realidad se hace explícita en el fondo de paisaje de la derecha y en la cita al Evangelio de Mateo 24: «así será también la venida del hijo del hombre».

Dirck Barendsz., que firmó latinizando su nombre Theodorus Bernardus Amsterodamus (Ámsterdam, 1534-1592) fue un pintor y dibujante holandés, hijo y discípulo de Barend Dircksz.
En 1555 viajó a Italia para completar su formación, pasando por Roma antes de establecerse en Venecia donde se dice que trabajó en el taller de Tiziano. De vuelta en Ámsterdam, en 1562 o poco después, iba a convertirse en el principal introductor en los Países Bajos septentrionales del manierismo veneciano, aunque en un estilo más próximo al de Jacopo Bassano que al de Tiziano. Casado con Agnes Floris, con quien tuvo al menos ocho hijos, cultivó también la música y las matemáticas y, según Karel van Mander, se relacionó con pensadores y literatos como Dominicus Lampsonius, con el que se carteaba en latín.
Su obra al óleo conservada, en escaso número, incluye pintura de altar (tríptico de la vida de la Virgen para la iglesia de San Juan de Gouda) y algún  característico retrato de grupo (Banquete de dieciocho arqueros de la guardia de Ámsterdam conocida como "De poseters", 1566, Rijksmuseum.). Más abundantes son los dibujos de asunto bíblico o alegórico, conocidos por los grabados hechos a partir de ellos por Johan Sadeler, Adriaen Collaert o Jacques de Gheyn, y las grisallas al óleo sobre papel, de las que se conoce una serie dedicada a la pasión de Cristo formada por cuarenta piezas pintadas hacia 1580 para ser grabadas –aunque solo cinco de ellas pasaron finalmente a la estampa– serie que actualmente se encuentra dispersa en museos y colecciones privadas, entre ellos el musée du Louvre (La traición de Judas, Aparición de Jesús a san Pedro, y Los discípulos de Emaús), el musée Lambinet de Versalles (Jesús se aparece a las santas mujeres), el musée des Beaux-Arts de Lille (Los muertos surgen de sus tumbas) y la National Gallery of Art (Jesús es condenado a muerte).